# 사랑 이야기 (1992년 홍콩 영화)
《사랑 이야기》(我愛扭紋柴: Now You See Love... Now You Don't)는 홍콩에서 제작된 Mabel Cheung, Alex Law 감독의 1992년 멜로/로맨스, 코미디 영화이다. 주윤발 등이 주연으로 출연하였다.

## 출연

### 주연
- 주윤발
- 정유령
- 유가령

### 조연
- 황추생
- 모순균
- 진휘홍
- 노관정
- 담청홍

## 기타
- 미술: 토머스 종
- 연출: 메이블 청
- 연출: 나계예